# Jan Lohmann
Jan Maria Lohmann (ur. 2 lipca 1925 w Seceminie) – polski poeta i prozaik, oficer Armii Krajowej, członek Stowarzyszenia Pisarzy Polskich i krakowskiego Towarzystwa Przyjaciół Sztuk Pięknych.

## Życiorys
Jan Maria Lohmann urodził się w 1925 r. w Seceminie. Jest synem Jana i Marii z Szańkowskich. Ma brata Stanisława i siostrę Krystynę. Studiował na wydziale rolnym Uniwersytetu Jagiellońskiego. W okresie II wojny światowej był członkiem AK, działał w oddziale partyzantki „Skrzetuski” pod pseudonimem Feliks (1943–1944). Był dwukrotnie ranny. W 1945 r. został aresztowany i skazany na 5 lat więzienia. Został uwolniony w 1946 r. na mocy amnestii z 22 lipca 1945 r. W 1989 r. był współzałożycielem Ogólnopolskiego Związku Żołnierzy AK, który wszedł następnie w skład Światowego Związku Żołnierzy AK (ŚZŻAK). Kilka lat pracował w Komisji Rewizyjnej ŚZŻAK i Komisji Statutowej w Zarządzie Głównym w Warszawie. Za zasługi odznaczony został m.in.: Krzyżem Komandorskim Orderu Odrodzenia Polski, Krzyżem Armii Krajowej, Krzyżem Walecznych, Srebrnym Krzyżem Zasługi z Mieczami, Medalem „Polska Swemu Obrońcy”. Jest członkiem Stowarzyszenia Pisarzy Polskich, krakowskiego Towarzystwa Przyjaciół Sztuk Pięknych i Zrzeszenia „Wolność i Niezawisłość” Obszaru Południowego w Krakowie. W 2012 r. rada gminy Secemin, w uznaniu zasług, nadała Janowi Lohmannowi tytuł Honorowego Obywatela Gminy Secemin.
Jako poeta debiutował w 1959 r. w dwutygodniku „Kamena”, pierwszą publikację prozatorską Lohmanna opublikowano w 1960 r. w miesięczniku „Odra”.

## Odznaczenia
- Krzyż Komandorski Orderu Odrodzenia Polski – 2023[7]
- Krzyż Walecznych
- Srebrny Krzyż Zasługi z Mieczami
- Krzyż Armii Krajowej
- Medal „Polska Swemu Obrońcy”
- Krzyż Zrzeszenia WiN – 2021[8]
- Srebrny Medal „Zasłużony Kulturze Gloria Artis” – 2025[9][10]
- Medal „Pro Bono Poloniae” – 2025[11][10]
- Złota Odznaka Honorowa Województwa Małopolskiego – Krzyż Małopolski – 2025[10]

## Wybrane dzieła

### Proza
Powieści:
- V przykazanie (1986)
- Na lewo jest Wschód (1995)

Opowiadania, proza poetycka:
- Tylko dla dziewczynek (1996)
- Niech żyje zając (1999)
- Najpiękniejsze i nienajpiękniejsze na 10 bezsennych godzin (2004)
- Ambaras (2008)
- Agora (2012)
- Szczęście (2014)

### Poezja
Tomiki wierszy:
- Powrót (1968)
- Spotkania z miastem (1972)
- Chłopiec z lasu. Podzwonne (1976)
- Nasz Dom (1982)
- Niezawisłość nad Wisłą (1986)
- Spotkania z Matką Boską (1997)
- U początku (2002)
- Chce mi się żyć (2024)